# Шрек, Ульрих
У́льрих Ра́йнер Шрек (нем. Ulrich Rainer Schreck; род. 11 марта 1962, Таубербишофсхайм, Баден-Вюртемберг) — немецкий фехтовальщик на рапирах, олимпийский чемпион 1992 года и чемпион мира 1987 года в командном первенстве. Кавалер Серебряного лаврового листа.
В 1985 и 1986 годах выигрывал серебряные награды чемпионата мира в составе сборной ФРГ (оба раза в финале немцы уступали итальянским спортсменам). В 1987 году в Лозанне сборная ФРГ со Шреком в составе стала чемпионом мира в командном первенстве рапиристов, победив в финале французов. На следующий год на Олимпийских играх в Сеуле немецкие рапиристы завоевали серебро в командном первенстве, чемпионами стали советские фехтовальщики. В личном первенстве рапиристов Шрек был лучшим среди спортсменов из ФРГ и занял четвёртое место, уступив в поединке за третье место 34-летнему советскому фехтовальщику Александру Романькову.
В 1991 году Шрек третий раз в карьере выиграл серебро чемпионата мира в командном первенстве, на турнире в Будапеште команда Германии уступила только кубинцам. В 1992 году на Олимпийских играх в Барселоне немцы, в составе которых выступал и Шрек, взяли реванш у кубинцев и стали олимпийскими чемпионами. В личном первенстве в Барселоне Шрек выступил неудачно, не сумев выйти даже в четвертьфинал.
После окончания карьеры стал дипломированным тренером, работал со сборной Германии по фехтованию.
Был женат на румынской и немецкой фехтовальщице на рапирах Монике Вебер-Косто (род. 1966), выигравшей четыре медали на Олимпийских играх в 1984—2000 годах.